# Tetragnatha tullgreni
Tetragnatha tullgreni là một loài nhện trong họ Tetragnathidae.
Loài này thuộc chi Tetragnatha. Tetragnatha tullgreni được miêu tả năm 1915 bởi Lessert.